# 经济自由化
经济自由化（英語：Economic liberalization），是指减少政府在经济方面的规定和管制，以换取个人实体能够更大程度上参与经济。该学说与古典自由主义有关。因此，自由化总之是“消除管制”，以鼓励经济发展。
在最近几十年来，绝大多数第一世界国家都奉行经济自由化道路，以维持或增加他们的商业环境竞争力。自由化政策，包括政府机构和资产的部分或全部私有化，更大的劳动力市场的灵活性，较低的商业税率，对国内和外国资本的限制减少，市场开放等。在支持自由化，前英国首相托尼·布莱尔写道：“成功将会降临到那些决定迅速适应、不急于抱怨、开放和愿意改变的企业和国家。确保我们的国家能够应对这一挑战正是当今政府的任务。”

## 概述
在发展中国家，经济自由化更多地是指开放化或经济实体进一步地向外国资本和投资“开放”。当今三个最快的发展中经济体：巴西、中国和印度，在“开放”对外国资本后，已在过去数年或数十年中实现经济快速发展。
在当今许多国家中，特别是在一些第三世界国家中，抗议他们只能别无选择地“开放”他们的经济体，以保持吸引和留住国内和外国投资的竞争力。这被称为TINA因素，表示“没有其他选择”。
例如在1991年，印度别无选择地只能实行经济改革。同样在菲律宾，那些对宪章的争议修改案，包括对1987年宪法的经济限制性规定的修正。
一个开放经济的完全相反的例子就是朝鲜的经济。他们的“自给自足”的经济系统，同时也对外贸和投资进行封闭（见自给自足）。然而，朝鲜经济并未从全球经济中孤立出来，因为它接收其他国家的援助，以争取通过限制核计划换来的和平。另一个例子是石油资源丰富的国家，如沙特阿拉伯和阿拉伯联合酋长国。他们认为没有必要进一步向外国资本和投资开放其经济，因为他们的石油储备已经为他们提供了巨大的出口收入。
经济改革首先需要适应，在这个过程中会因为一系列原因而逆转或持续。这些因素的出现或消失，往往决定了经济发展的结果。夏尔马（2011）解释了这些因素。他的理论有很大的普及性，可以适用于解释在20世纪90年代实施经济改革的发展中国家。

## 发展中国家的服务自由化

### 潜在益处
服务业应当是最开放的行业。自由化提供了该行业的国际竞争力，促进GDP增长和创汇的机会。因此，出口导向的服务业，成为许多发展中国家的经济增长战略的重要组成部分。印度的IT服务业已经成为具有全球竞争力，正因为许多公司都外包一定的行政职能转移到那些成本比较低的国家和地区。此外，如果一些发展中的经济体的服务供应商都没有足够的竞争力，在世界市场上的很多海外公司会输入投资到这些企业，并为他们带来全球最佳实践机会和更好的技能与科技。外国服务提供者的进入并不一定是负面的发展，它能为国内的消费者带来更好的服务，提高国内服务供应商的业绩和竞争力，以及直接吸引外资进入该国。事实上，一些研究表明，在一段5至10年期间如果下降50%的经济贸易关税堡垒，将创造每年250美元左右的全球性收益。

### 贸易自由化的潜在风险
然而，贸易自由化也带来潜在风险，需要政府采取适当的经济管理与调控方式。一些人认为国外供应商会排挤国内供应商，并在投资和技术转移上保持领先。它允许外国供应商和股东获取自己的利润，并将财富转移出国。因此，人们常常认为，贸易保护是必要的。它让国内公司在暴露于国际竞争之前，还有发展机会。贸易自由化产生的其他潜在风险，包括有：
- 金融全球化所导致的金融业不稳定性
- 人才流失的风险
- 环境恶化的风险，根据吉恩·格罗斯曼和艾伦·克鲁格通过环境库兹涅茨曲线假说分析，这种风险受到了质疑

然而，海外发展研究所等研究员认为，风险的收益是大于所需要的政府性谨慎监管。例如，有一种风险，即私人机构将“挑选”最有利可图的客户，并停止对无利可图的消费群体和地区进行服务。然而，这种担心可以通过监管和在合同中普遍服务义务而加以解决，以防止这类情况的发生。当然，这蕴藏着风险，这种准入制度会阻止国际竞争对手进入国内市场（详见放松管制 ）。这种方法的例子包括南非的《金融部门宪章》；以及印度的护理业，它推动了印度本身的护理行业，并导致对护理教育和相关的供应需求的快速增长，以及对护理专业护士的专业度要求。

## 历史上的案例
- 印度的经济自由化
- 中国的改革开放
- 苏联经济改革
- 波罗的之虎（爱沙尼亚，拉脱维亚，立陶宛，2000年至今）
- 巴西经济史（英语：Economic history of Brazil），20世纪80年代和90年代
- 智利奇迹
- 越南改革开放
- 古巴经济 ，开始于1994年，在劳尔·卡斯特罗时期加速